# Rodrigo Flores Álvarez
Rodrigo Flores Álvarez (Santiago, Chile, 23 de agosto de 1913 - Santiago, Chile, 17 de enero de 2007) fue un destacado ingeniero civil, dedicado a la ingeniería estructural, y ajedrecista chileno.
Uno de los más grandes ajedrecistas en la historia chilena, ganador de 11 campeonatos nacionales de ajedrez (1931, 1935, 1938, 1941, 1944, 1950, 1951, 1952, 1956, 1961 y 1965), participó en las olimpiadas de 1939 en Buenos Aires, 1950 en Dubrovnick y 1956 en Moscú. Amigo del presidente Arturo Alessandri Palma, con el cual realizaban partidas regulares de ajedrez en el palacio de la Moneda. Profesor de la escuela de ingeniería de la Universidad de Chile desde 1948 y distinguido con la medalla por los más de 40 años de servicios que presto a la institución. Socio fundador y presidente hasta el día de su muerte de RFA Ingenieros. Creador, en la época de los ’60, del espectro RFA, siendo el espectro más utilizado en su época a nivel nacional, y precursor de los espectros dispuestos en las normas NCh433 (1972) y NCh2369 (2003). Uno de los fundadores y el primer presidente de ACHISINA, en 1963. Uno de los fundadores, y el primer presidente de AIC, en 1968. Miembro de la Academia Chilena de Ciencias, desde 1970. Honrado con la medalla de oro del Instituto de Ingenieros en 1970. Distinguido en 1992 con la medalla Rector Juvenal Hernández Jaque Archivado el 18 de agosto de 2016 en Wayback Machine., por la Universidad de Chile. Ganador, en 1993, del premio Nacional Colegio de Ingenieros de Chile, en la categoría “persona natural”, la cual distingue a don Rodrigo Flores Álvarez como “ingeniero del año”. En 1999, don Rodrigo se convierte en uno de los socios fundadores de la red de ingenieros solidarios “Fundación Moisés Mellado”.  Uno de los creadores del laboratorio experimental de estructuras de la Universidad de Chile, donde se dedicó de lleno a investigar para la elaboración de las normas antisísmicas chilenas, como lo afirma su ayudante don Mauricio Sarrazín. "Era una mente privilegiada y un gran maestro, de esos que marcan a sus alumnos, que sirven de modelo a generaciones de ellos", como expresó al momento de su muerte, don Víctor Pérez Vera, rector de la Universidad de Chile, "Tenía una mezcla difícil de conseguir: era riguroso, imaginativo, con extraordinaria capacidad de análisis y, a la vez, un hombre con notable calidad humana que ganaba el respeto y cariño de sus alumnos", como después añadió. Reservado, simpático, gentil y todo un caballero, tiraba de esos chistes de ingenieros que terminan en celebraciones y carcajadas. Don Rodrigo destacó a gran nivel por sus dotes de brillante ingeniero, siendo miembro del equipo del diseño y edificación de varios íconos de la ingeniería nacional tales como la Torre Entel, el edificio de ENDESA, el edificio de Codelco, los sitios 3, 2 y 1 Sur, del puerto San Antonio, revisor sísmico de la planta de Siderúrgica Huachipato, entre muchos otros proyectos de gran importancia nacional. Hoy en día, RFA Ingenieros continúa con su legado, perpetuando las enseñanzas y visión de la ingeniería que plasmó alguna vez en la que fue su empresa.

## Resultados destacados en competición
Fue once veces ganador del Campeonato de ajedrez de Chile en los años 1931, 1935, 1938, 1941, 1944, 1950, 1951, 1952, 1956, 1961 y 1965, siendo el máximo ganador del campeonato.
Ganó el VII Torneo Sudamericano en San Pablo en el año 1937.
Participó representando a Chile en tres Olimpíadas de ajedrez: en los años 1939 en Buenos Aires, 1950 en Dubrovnik y en 1956 en Moscú.

## Ingeniero Civil
Rodrigo Flores era un ingeniero civil. Ingresó a la Academia Chilena de Ciencias en 1970. En 1993, ganó el premio nacional otorgado por el Colegio de Ingenieros de Chile.